# Albus Dumbledore
Albus Percival Wulfryk Brian Dumbledore (ur. w lipcu lub sierpniu 1881, zm. prawdopodobnie 30 czerwca 1997) – postać fikcyjna występująca w serii książek o Harrym Potterze autorstwa angielskiej pisarki Joanne K. Rowling.
Dumbledore był dyrektorem Szkoły Magii i Czarodziejstwa w Hogwarcie i zarazem najpotężniejszym czarodziejem swoich czasów (tylko jego lękał się Lord Voldemort). Albus został mianowany dyrektorem szkoły po odejściu na emeryturę Armando Dippeta. Wcześniej Dumbledore był tam nauczycielem transmutacji. Miał poczucie humoru i nie przejmował się opiniami na swój temat. Lubił muzykę kameralną i kręgle. Nie przepadał za fasolkami Bertiego Botta, ponieważ w młodości trafił na fasolkę o smaku wymiocin, a jego ulubionymi mugolskimi słodyczami były cytrynowe dropsy. Jego ulubiona konfitura miała smak malin. Posiadał feniksa, którego nazwał Fawkes. Kształt feniksa miał też jego patronus. Najlepszym przyjacielem Albusa w okresie jego młodości był Elfias Doge.
Dumbledore miał długie, w młodości kasztanowe włosy. Na świat patrzył niebieskimi oczami zza osadzonych na haczykowatym nosie okularów-połówek. Jak twierdził, blizna na jego kolanie była dokładnym planem londyńskiego metra.
W ekranizacjach pierwszych dwóch części profesora Dumbledore’a grał Richard Harris, który jednak zmarł w 2002 roku. W kolejnych filmach zastąpił go Michael Gambon. W filmie będącym spin-offem serii Harry Potter – Fantastyczne zwierzęta: Zbrodnie Grindelwalda rolę młodego Dumbledore’a zagrał Jude Law.

## Rodzina i pierwsze lata w szkole
Albus urodził się w rodzinie czarodziejów. Wraz z młodszym rodzeństwem, Aberfothem i Arianą oraz rodzicami, Kendrą i Percivalem, mieszkał w otoczeniu mugoli, co doprowadziło do tragedii. Kiedy Albus miał dziesięć lat, jego młodsza siostra została zaatakowana przez trzech mugolskich chłopców, którzy zobaczyli jak nieświadomie uprawia czary. Atak wywołał u niej ogromną traumę. Ariana, bojąc się siebie i swojej mocy, przestała jej używać, przez większość czasu pozostawała nieobecna duchem. Jej moc znajdowała ujście w losowych, niekontrolowanych wybuchach, co czyniło ją niebezpieczną dla siebie i innych, przez co potrzebowała stałej opieki. Percival, nie czekając na wymierzenie oprawcom jego córki sprawiedliwości, dokonał na nich samosądu, za co trafił do Azkabanu do końca życia.
Incydent ten odbił się szerokim echem w społeczności czarodziejów i zła sława ojca wpłynęła na pierwsze kroki syna w Hogwarcie. Młody Dumbledore, znając motywy i czyny swojego ojca, pomimo wielu pytań i zaczepek, unikał rozmów na jego temat. Szybko zaprzyjaźnił się z Elfiasem Dogem, również odrzuconym przez grupę kolegów z roku. Z czasem jednak własne umiejętności Albusa przyćmiły złą reputację jego ojca i pod koniec pierwszego roku nauki nikt nie traktował go jak syna wroga mugoli, ale jak najlepszego ucznia w historii szkoły.
Albus zdobywał nagrody i korespondował ze znakomitymi czarodziejami, takimi jak alchemik Nicolas Flamel, wybitna historyczka Bathilda Bagshot oraz teoretyk magii Adalbert Waffling. Sporo szkolnych wypracowań Albusa trafiło do naukowych pism, takich jak „Transmutacja Współczesna”, „Horyzonty Zaklęć” czy „Eliksirotwórstwo Praktyczne”. Wróżono mu karierę Ministra Magii, ale sam Albus nigdy nie interesował się polityką – od zawsze pragnął nauczać.

## Powiązania zGellertem Grindelwaldem
Po skończeniu szkoły Albus pragnął wyruszyć w podróż po świecie, aby odwiedzić i obserwować czarodziejów z innych krajów. Do zmiany planów zmusiła go wiadomość o śmierci matki. Albus został jedynym żywicielem rodziny i postanowił wrócić do domu, aby zaopiekować się chorą siostrą i tym samym umożliwić swojemu bratu ukończenie szkoły.
Wkrótce po śmierci jego matki, do zamieszkiwanej przez Dumbledore’a Doliny Godryka wprowadził się Gellert Grindelwald, który zamieszkał u swojej ciotecznej babki, Bathildy Bagshot. Albus i Gellert, nie tylko jako jedyni młodzi czarodzieje w okolicy, ale również jako dwóch wybitnych ludzi, szybko przypadli sobie do gustu i zaczęli spędzać razem coraz więcej czasu. Razem byli głęboko zafascynowani Insygniami Śmierci, które mieli zamiar odszukać i wykorzystać do podporządkowania mugoli czarodziejom, jak mówił Dumbledore, „dla większego dobra”.
Wkrótce w domu rodzinnym pojawił się Aberforth, niezadowolony z poczynań brata, zdecydowany rzucić szkołę, żeby móc zająć się siostrą. Pomiędzy braćmi i obecnym wówczas w domu Dumbledore’ów Grindelwaldem wybuchła kłótnia, której świadkiem była Ariana. Przestraszona dziewczynka straciła panowanie nad swoją mocą. Dokładne okoliczności jej śmierci nie są znane – wiadomo tylko, że wszyscy obecni użyli zaklęć i któreś z nich zabiło dziewczynę.
Po tym wydarzeniu drogi Dumbledore’a i Grindelwalda rozeszły się na dobre – Gellert utrzymywał, że tragedia nie była ich winą, natomiast Albus zadręczał się wyrzutami sumienia. Po ich ostatniej kłótni Gellert wyjechał z Doliny Godryka. Ochłodziły się również stosunki obu braci – Aberforth zarzucał Albusowi, że ich siostra zginęła z powodu jego zbyt wysokiego mniemania o sobie. Na pogrzebie Ariany brat Albusa złamał mu nos, Dumbledore nawet się nie bronił.

## Walka zLordem Voldemortem
Był jedyną osobą, której lękał się Lord Voldemort. Założył Zakon Feniksa, który miał na celu pokrzyżowanie planów Czarnego Pana.
W 1980 roku, 11 lat po powołaniu Zakonu, zyskał nieocenionego sojusznika w swej walce, śmierciożercę Severusa Snape, do samego końca swej służby zakochanego w Lily Potter z d. Evans.
W pierwszym tomie, to on umożliwił młodemu Harry’emu zmierzenie się z Lordem Voldemortem i dokończył walkę z Kwiryniuszem Quirrellem o kamień filozoficzny.
W drugim tomie został odwołany przez radę nadzorczą Hogwartu, sterroryzowaną przez Lucjusza Malfoya. Wrócił gdy członkowie dowiedzieli się, że do Komnaty Tajemnic porwano Ginny Weasley. Od Harry’ego, udało mu się pozyskać zniszczony dziennik Riddle’a, który był jednym z horkruksów.
W czwartym tomie Dumbledore zaczął zbierać niepokojące sygnały dotyczące powrotu Voldemorta: zniknięcie Berty Jorkins czy Franka Bryce’a, wystrzelenie Mrocznego Znaku po zakończeniu mistrzostw Świata w Quidditchu, incydent w domu Alastora Moody’ego, wrzucenie imienia Pottera do Czary Ognia, nieobecność podczas dwóch pierwszych zadań turnieju Bartemiusza Croucha, a potem dziwne pogłoski o zachowaniu się tegoż sędziego przy Wiktorze Krumie czy powracający mroczny znak na przedramieniu Karkarowa i Snape’a. Domyślił się, że coś jest nie tak, gdy Alastor zabrał od niego Harry’ego po wykonanym 3. zadaniu. Obezwładnił Moody’ego i odkrył, że przez cały rok był to śmierciożerca, Bartemiusz Crouch Junior. Za pomocą serum prawdy opowiedział im jak doprowadził do tego, że Voldemort odzyskał swoje ciało. Korneliusz Knot już nie zdążył wysłuchać tego zeznania, gdyż dementor wyssał duszę z Barty’ego. Dlatego minister magii nie potrafił uwierzyć w powrót „Sami–Wiecie–Kogo”. Dumbledore został zmuszony do działania w ukryciu.
W piątym tomie, Albus obronił Harry’ego przed usunięciem ze szkoły, za to, że użył magii broniąc się przed dementorem, ale unikał kontaktu z chłopcem. Wolał nie prowokować Voldemorta do ataku. Zlecił za to Severusowi Snape naukę oklumencji dla syna Lily. Został usunięty ze stanowiska dyrektora przez Knota i Dolores Umbridge po tym jak Harry założył „Gwardię Dumbledore’a”. Pojedynkował się z Lordem Voldemortem w Ministerstwie Magii po nieudanej próbie wykradnięcia przepowiedni. Starcie nie zostało rozstrzygnięte z powodu pojawienia się aurorów i ucieczki Voldemorta. Albusa przywrócono na stanowisko dyrektora i wyjawił Harry’emu resztę przepowiedni Sybilli Trelawney.
W szóstym tomie rozpoczął poszukiwania horkruksów swojego największego wroga i przekazał tę wiedzę Harry’emu. Zdołał znaleźć i zniszczyć pierścień Marvolo Gaunta. Mimo wiedzy o klątwach ciążących na pierścieniu, założył pierścień Gauntów, w który wprawiono Kamień Wskrzeszenia. Zrobił to z powodu chęci spotkania z rodziną. Severusowi Snape’owi udało się zatrzymać tymczasowo klątwę w uschniętej ręce, jednak Dumbledore’owi został tylko rok życia, gdyż skutki klątwy postępowały dalej, aby objąć w końcu całe ciało. Była to pośrednia przyczyna jego śmierci. Podczas poszukiwania medalionu Salazara Slytherina, mającego być jednym z sześciu horkruksów Voldemorta, Dumbledore był zmuszony wypić szkodliwy Eliksir Rozpaczy. Ochronił przy tym jeszcze Harry’ego przed inferiusami. Stało się to drugą pośrednią przyczyną jego śmierci. Osłabiony i wyniszczony, nie był w stanie obronić się (jak myśleli wszyscy) przed śmiertelnym zaklęciem Avada Kedavra wymierzonym przez Severusa Snape’a. Albus polecił Snape’owi zabić siebie, zanim zrobi to Draco Malfoy.

## Osiągnięcia
Założyciel Zakonu Feniksa, po reaktywacji działającego w tajemnicy przed Ministerstwem Magii z jednej strony, a Lordem Voldemortem z drugiej. Albus Dumbledore znany jest ze zwycięstwa nad czarnoksiężnikiem Grindelwaldem w 1945 roku, z odkrycia dwunastu sposobów wykorzystywania smoczej krwi oraz ze swoich dzieł alchemicznych napisanych wraz z Nicolasem Flamelem. Zasiadał w Wizengamocie, był najznamienitszą postacią Międzynarodowej Konfederacji Czarodziejów, posiadał również Order Merlina Pierwszej Klasy. Wielokrotnie odmawiał propozycji przyjęcia posady Ministra Magii.

## Gwardia Dumbledore’a
Gwardia Dumbledore’a, w skrócie GD (ang. Dumbledore’s Army, w skrócie D.A.) – fikcyjne stowarzyszenie z cyklu powieści Joanne K. Rowling Harry Potter, któremu przewodził Harry Potter. Działało w Hogwarcie w tajemnicy przed Ministerstwem Magii.
Gwardię Dumbledore’a wymyśliła Hermiona Granger. Gwardia miała za zadanie uczyć chętne osoby obrony przed czarną magią, aby zapobiec ewentualnym atakom Voldemorta, podczas gdy ówczesna nauczycielka obrony przed czarną magią w Hogwarcie, Dolores Jane Umbridge,  przekazywała wiedzę teoretyczną. Harry uczył członków zaklęć, które mu pomogły w walce z Voldemortem i śmierciożercami. Spotkanie organizacyjne odbyło się w lokalu Pod Świńskim Łbem. Zgredek podsunął Harry’emu pomysł na bezpieczne miejsce spotkań – Pokój Życzeń (w filmie Pokój Życzeń odnalazł i polecił Harry’emu Neville Longbottom). Ażeby Harry mógł informować członków GD o datach spotkań bez narażania na podsłuchanie, Hermiona zaczarowała po jednym galeonie, który zamiast numeru seryjnego goblina wybijającego monetę ukazywał następną datę spotkania.
Grupę wykryto za sprawą przyjaciółki Cho Chang, Marietty Edgecombe. Zgredek ostrzegł o tym Gwardię, przez co mogli się rozbiec do dormitoriów i biblioteki. Skutkiem jej zdrady był napis donosiciel na twarzy dziewczyny, który nie mogła usunąć przez długi czas. Albus Dumbledore wziął na siebie odpowiedzialność za stworzenie Gwardii, co spowodowało, że Harry pozostał bezpieczny w szkole.
W ostatnim tomie Harry’ego Pottera Gwardia odgrywała dość dużą rolę w walce przeciwko Voldemortowi. Członkowie kontaktowali się za pomocą tych samych pieniędzy, co w piątej części, dzięki czemu Alecto Carrow i Amycus Carrow nie mogli ustalić daty, ani miejsc ich spotkań.
Członkowie
- Harry Potter
- Ron Weasley
- Hermiona Granger
- Neville Longbottom
- Ginny Weasley
- Luna Lovegood
- Fred Weasley
- George Weasley
- Lee Jordan
- Dean Thomas
- Seamus Finnigan
- Angelina Johnson
- Hanna Abbott
- Parvati Patil
- Padma Patil
- Cho Chang
- Marietta Edgecombe
- Lavender Brown
- Susan Bones
- Katie Bell
- Alicja Spinnet
- Colin Creevey
- Denis Creevey
- Ernie Macmillan
- Justyn Finch-Fletchley
- Zachariasz Smith
- Michael Corner
- Terry Boot
- Anthony Goldstein

- Nigel Wolpert (postać, której nie ma w książkowym oryginale)

## Inne
W Harrym Potterze i Insygniach Śmierci, Rita Skeeter – dziennikarka Proroka Codziennego napisała książkę Życie i kłamstwa Albusa Dumbledore’a, w której to oczerniła wielkiego profesora.

## Film
Richard Harris zagrał Albusa Dumbledora w ekranizacjach dwóch pierwszych książek o Harrym Potterze. Początkowo odmówił. Zgodził się tylko dlatego, że wnuczka zagroziła, iż w przeciwnym razie nigdy się już do niego nie odezwie. Po śmierci jego rolę we wszystkich pozostałych filmach przejął Michael Gambon. W Fantastycznych Zwierzętach zagrał go Jude Law.